# Tutti i ricordi di Claire
Tutti i ricordi di Claire (La Dernière Folie de Claire Darling) è un film del 2018 scritto e diretto da Julie Bertuccelli, con protagoniste Catherine Deneuve e Chiara Mastroianni, adattamento cinematografico del libro di Lynda Rutledge Faith Bass Darling’s Last Garage Sale (2012).

## Trama
A Verderonne, un paesino dell'Oise, è il primo giorno d'estate e la signora Claire si sveglia convinta di vivere il suo ultimo giorno. Decide quindi di svuotare la casa e vendere indistintamente tutti i suoi oggetti personali, che riecheggiano di una vita tragica e sgargiante. Quest'ultima follia finisce per fruttarle la visita di sua figlia Marie, che non vede da vent'anni.

## Distribuzione
In Italia, è stato distribuito nelle sale da Movies Inspired a partire dal 21 novembre 2019.